# フリース人

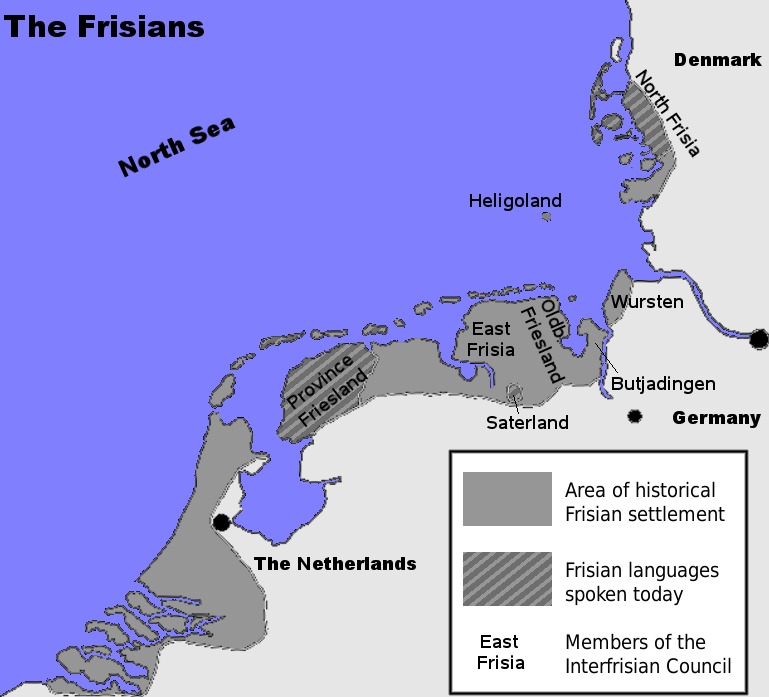
フリース人の伝統的な居住地域。斜線部はフリジア語話者が現在も居住するとされる地域

フリース人（フリースじん、西フリジア語: Friesen、オランダ語: Friezen、ドイツ語: Friesen フリーゼン、英語: Frisians フリジアン）は、西方系ゲルマン人の中でオランダとドイツの北海沿岸のフリースラントに居住していた民族集団をさす。
一般的に体格ががっちりして背が高く、薄い金髪が特徴の民族である。アングル人、ジュート人と近縁だった。
日本の西洋史学ではフリーセン人、フリジア人とも。